# Lasioglossum pendschakenticum
Lasioglossum pendschakenticum är en biart som först beskrevs av Blüthgen 1935.  Lasioglossum pendschakenticum ingår i släktet smalbin, och familjen vägbin. Inga underarter finns listade i Catalogue of Life.